# Marla Heasley
Marla Heasley (* 4. September 1959 in Hollywood, Kalifornien) ist eine US-amerikanische Schauspielerin.

## Leben
Heasley begann ihre Karriere mit der Rolle der Tawnia Baker in der Fernsehserie Das A-Team. Sie ersetzte in der zweiten Staffel der Serie Melinda Culea, deren Figur Amy Allen aus der Serie herausgeschrieben worden war. In der dritten Staffel wurde auch Heasley herausgeschrieben. Zu ihren weiteren Rollen gehörten Gastauftritte in Serien wie Trio mit vier Fäusten, Love Boat und Highwayman. Sie hatte auch einige wenige Spielfilmrollen, darunter in der Filmkomödie Die blonde Versuchung.
Heasley unterhielt bis 1992 acht Jahre lang eine Beziehung mit dem Sänger Wayne Newton. Seit 2001 ist sie mit Christopher Harriman verheiratet.

## Filmografie (Auswahl)
- 1983: T. J. Hooker (Fernsehserie, eine Folge)
- 1983–1984: Das A-Team (The A-Team, Fernsehserie, 10 Folgen)
- 1984: Trio mit vier Fäusten (Riptide, Fernsehserie, eine Folge)
- 1985: Love Boat (The Love Boat, Fernsehserie, eine Folge)
- 1988: Highwayman (The Highwayman, Fernsehserie, eine Folge)
- 1991: Die blonde Versuchung (The Marrying Man)
- 1993: Amore!